# Andromachos (Sohn des Aigyptos)
Andromachos (altgriechisch Ἀνδρόμαχος Andrómachos) ist eine Gestalt der griechischen Mythologie.
Andromachos war einer der 50 Söhne des Aigyptos und Gemahl der Danaide Hero, die ihn in der Hochzeitsnacht tötete, wie dies alle ihre Schwestern – mit Ausnahme von Hypermnestra – mit ihren jeweiligen Ehemännern taten.